# Govert Viergever
Govert Viergever (Amsterdam, 29 luglio 1989) è un canottiere olandese.

## Biografia
Ha gareggiato per i club remistici Amsterdamsche Studenten Roeivereeniging Nereus e Roeivereeniging Willem III.
Ha rappresentato i Paesi Bassi ai Giochi olimpici estivi di Rio de Janeiro 2016, giungendo quinto in classifica nel quattro senza, con i connazionali Harold Langen, Peter van Schie e Vincent van der Want.